# 로라 드본

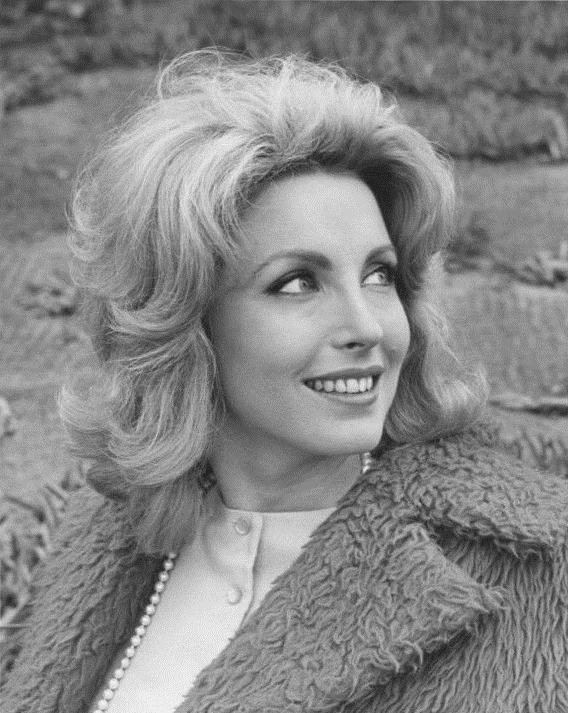

로라 드본(Laura Devon, 1931년 5월 23일 ~ 2007년 7월 19일)은 미국의 배우, 가수, 모델, 텔레비전 배우, 영화배우이다.
시카고에서 태어났으며 베벌리힐스에서 사망하였다.

## 영화
- 리타, 슈 앤 밥 투! (1986년)
- 건 (1967년)
- 레드 라인 7000 (1965년)